# 富山県交通安全協会
公益財団法人富山県交通安全協会（こうえきざいだんほうじんとやまけんこうつうあんぜんきょうかい）は、富山県内の地区交通安全協会を統括する交通安全協会。元富山県知事所管の財団法人。

## 概要
富山県内の地区交通安全協会を統括する交通安全協会で、富山県内での季節単位で開催する交通安全運動をはじめ、自動車・自動二輪車の運転免許更新の伝達・更新事務、申請書や収入証紙の委託販売業務、自転車などに貼る反射シールや車輪のスポークに貼る反射材などの交通安全グッズの頒布、交通安全功労者の表彰及び国や全国法人への表彰推薦などを事業としている。

## 下部組織
- 黒部支部
- 黒東支部
- 魚津支部
- 滑川支部
- 上市支部
- 立山支部
- 富山北支部
- 富山支部
- 富山南支部
- 富山西支部
- 射水支部
- 高岡支部
- 氷見支部
- 砺波支部
- 南砺支部
- 小矢部支部